# Sobral da Abelheira
Sobral da Abelheira is een plaats (freguesia) in de Portugese gemeente Mafra en telt 1052 inwoners (2001).